# Silver City (Karolina Północna)
Silver City – jednostka osadnicza w Stanach Zjednoczonych, w stanie Karolina Północna, w hrabstwie Hoke.